# Atc-kort

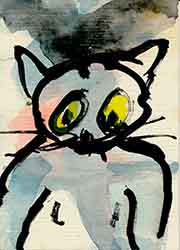
Ett atc-kort av M.Stirnemann

Atc-kort (Artist trading cards) är en sorts konstnärliga samlarbilder. 
Den schweiziske konstnären Vänci Stirnemann uppges vara upphovsman till konceptet, som utgick från fotbolls- och hockeybilder. I slutet av 1990-talet introducerade han idén att själv göra egna konstnärliga kort och byta dem, istället för att byta köpta bilder. Genom webben spreds idén med ATC-kort.
Atc-kort kan göras i olika material, även i textil. En artikel och läsarutmaning i den amerikanska tidningen Quilting Arts satte fart på de textila ATC-korten. Redaktionen lovade att göra ett samlarkort till alla läsare som skickade in ett ATC-kort till tidningen före ett visst datum. De fick in över 800 kort. Läsarutmaningen resulterade år 2007 i en bok: ”1.000 artist trading cards” av Patricia Bolton, som är chefredaktör för Quilting Arts.
Ett Atc-kort har en given storlek som anges i inch: 2,5 x 3,5 inch. Omsatt i centimeter blir det: 6,4 x 8,9 cm. Formatet gör att korten passar i de speciella samlarplastfickor som finns att köpa för fotbolls- eller ishockeybilder. 
Atc-kort brukar delas in i unika (som görs ett och ett, helt individuella), editioner (ett helt set med identiska kort) och serier (som har samma ”tema” men inte är likadana). Alla Atc-kort märks med namn, årtal och epostadress eller annan kontaktinformation. Serier ska numreras.